# Фаррухзад I
Фаррухзад I (д/н — 1204) — 24-й ширваншах в 1204 році. Основні відомості про цього володаря містяться в епітафіях його нащадків.

## Життєпис
Походив з династії Кесранидів. Син ширваншаха Манучехра III. Про нього відомостей обмаль.1204 року після смерті ширваншаха Фарібурза II посів трон Ширвану. Правління його було доволі коротким, оскільки того ж року новим ширваншахом став його син Гершасп I.